# سعيد حورانية
سعيد حورانية (1929 - 1994 م)، أديب وكاتب سوري، قاص وشاعر. لقِّب بتشيخوف القصة السورية الحديثة.

## سيرته
ولد سعيد حورانية في دمشق عام 1929، وتلقى تعليمه فيها، فالتحق بالمدرسة الابتدائية التجارية العلمية الوطنية 1936- 1941، ثم الكلية العلمية الوطنية 1941- 1944، فمدرسة التجهيز الأولى 1944- 1947. وتخرَّج في قسم اللغة العربية بكلية الآداب في جامعة دمشق، ثم نال دبلوم التربية، وعمل في التدريس في سورية ولبنان، وأقام فترة طويلة في موسكو من مطلع الستينيات حتى عام 1974، ثم عاد إلى وطنه، واشتغل في وزارة الثقافة حتى وافته المنية عام 1994.
كان عضوًا مؤسسًا في رابطة الكتاب السوريين، ورابطة الكتاب العرب، وسكرتيرًا لها، وعضوًا في اتحاد الكتاب العرب السوريين بدمشق، ولجنة القصة، وعضوًا مشاركًا في كتاب آسيا وإفريقيا.
تم تسريحه من وظيفته في التدريس، وسجن لانتماءاته اليسارية الماركسية.

## من مؤلفاته
له عدد من المؤلفات الإبداعية في القصة القصيرة والمسرحية، منها:
- وفي الناس المسرة (قصص) - دار القلم - بيروت 1954.
- ثلج على العالم (قصص) - دمشق 1959.
- شتاء قاس آخر (قصص) - دار العصر الحديث - بيروت1963.
- سنتان وتحترق الغابة (قصص) - دار الفكر الجديد - بيروت 1964.
- صياح الديكة (مسرحية) - دمشق 1957.
- المهجع رقم 6 (مسرحية) - دمشق 1963.

ترجم عددًا من الأعمال الإبداعية، صدرت جميعًا عن دار الفارابي، بيروت، منها:
- الأخوة هوراس والأخوة كورياس (مسرحية لبرشت) - 1979.
- فلنمثل سترندبرغ (مسرحية لدورنمات) - 1979.
- السفينة البيضاء (رواية لجنكيز إيتماتوف) - 1980.
- الأعمال القصصية الكاملة لتشيخوف - 1982.
- وله مؤلف بعنوان «سلامًا يا فارصوفيا» - دار القلم - بيروت 1957.

الإنتاج الشعري:
له قصائد نشرتها صحف ومجلات عصره، منها: قصيدة «الزوايا المظلمة» - مجلة الأديب - ع1 - بيروت1951، ونشرت قصائده في مجلتي: النقاد، والدنيا - السوريتين.

## وفاته
توفي سعيد حورانية بدمشق، في شهر ديسمبر 1994م.